# 1600
Évszázadok: 15. század – 16. század – 17. század
Évtizedek: 1550-es évek – 1560-as évek – 1570-es évek – 1580-as évek – 1590-es évek – 1600-as évek – 1610-es évek – 1620-as évek – 1630-as évek – 1640-es évek – 1650-es évek
Évek: 1595 – 1596 – 1597 – 1598 –  1599 – 1600 – 1601 – 1602 – 1603 – 1604 – 1605

## Események
1600 a 16. század utolsó éve.

### Határozott dátumú események
- február 2. – Pozsonyban összeül az országgyűlés, melynek XX. tc.-e kimondja, hogy katonák a nemesek és egyháziak házába nem szállásolhatók be.[1]
- február 19. – Kitör a perui Huaynaputina tűzhányó. (Ez a kitörés a történelem egyik legnagyobbja volt, és az éghajlatban is mérhető változásokat okozott.)
- április 5. – A király szentesíti a pozsonyi országgyűlés törvényeit.[1]
- május 18. (Julián naptár szerint május 8.) – Vitéz Mihály havasalföldi vajda bevonul a moldvai Bákó városába.[2]
- szeptember 18. – A habsburg-erdélyi sereg a miriszlói csatában szétveri Vitéz Mihály havasalföldi vajda seregét.[3]
- október 5. – A firenzei dómban megtartják Medici Mária és IV. Henrik francia király – a vőlegényt megbízottja képviseli – esküvőjét.
- október 6. – Firenzében bemutatják Jacopo Peri Euridiké című zenés drámáját.[4] Ez a legrégebbi opera, aminek a zenéje fennmaradt.
- október 21. – A szekigaharai csata. (Ez az ütközet tette lehetővé Tokugava Iejaszu számára a sógunátus, és ezzel az ország feletti uralom megszerzését.)
- október 22. – A kanizsai vár török kézre kerül. (Kanizsa a negyedik magyarországi vilajet központja lesz.)

### Határozatlan dátumú események
- az év folyamán – 
  - Ausztriából a Habsburgok kiűzik a protestánsokat.
  - Elesik Siklós és Babócsa.
  - A Brit Kelet-indiai Társaság megalapítása.[5]

## Születések
- I. Musztafa Oszmán szultán († 1639)
- január 28. – IX. Kelemen pápa († 1669)[6]
- november 19. – I. Károly angol király († 1649)
- december 20. – Nicolas Sanson francia térképész († 1667)

## Halálozások
- február 16. – Giordano Bruno filozófus (máglyán kivégezték) (* 1548)
- április 23. – Pálffy Miklós gróf, országbíró (* 1552)
- július 29. – Adolf von Schwarzenberg német-római császári hadvezér (* 1547)
- november 22. – Lucas Unglerus erdélyi szász evangélikus püspök (* 1526)

## Európai időjárás
November közepétől február végéig kemény tél, északkeleti szelek, a Zürichi-tó befagyott. A Rajna jegén megrakott szekerekkel és biztonságosan lehetett közlekedni. A közép-európai átlaghőmérséklet 4,6°C-kal volt alacsonyabb az 1961–1990-es referencia-időszak átlagánál.